# Squire Whipple
Pour les articles homonymes, voir Whipple.
Squire Whipple est un ingénieur civil américain né à Hardwick, comté de Worcester (Massachusetts) le 16 septembre 1804, et mort à Albany (New York) le 15 mars 1888 .
Il est considéré comme le père de la construction des ponts en fer aux États-Unis. Comme William Howe et Thomas Willis Pratt, il fait partie de la première génération d'ingénieurs nord-américains formés aux États-Unis.

## Biographie
Squire Whipple est le fils d'un fermier qui a possédé une filature de coton à Greenwich, Massachusetts, entre 1811 et 1817. Il est d'abord un autodidacte qui se forme à la ferme et dans l'atelier de machines de la filature de son père.
Alors qu'il a treize ans, sa famille déménage dans l'État de New York. Son père travaille comme agriculteur dans le comté d'Oswego. Il étudie à la Fairfield Academy puis il entre directement en dernière année à l'Union College de Schenectady et en sort diplômé un an après son entrée, en 1830.
Il travaille alors comme géomètre-expert sur des projets de lignes de chemin de fer de la compagnie Baltimore and Ohio Railroad  puis au canal Érié. En 1840, il invente une bascule permettant de mesurer le poids d'une péniche. Il a aussi construit et vendu des instruments pour géomètres.
Le développement des travaux sur le canal Érié et pour les chemins de fer vont amener Squire Whipple à s'intéresser aux ponts en fer et concevoir plusieurs fermes pour lesquelles il déposé des brevets.
Son premier brevet de pont en arc à tirant, bowstring arch truss, déposé en 1841 va être très utilisé sur le canal Érié. Son brevet donne le dessin d'un deuxième type de pont à treillis « trapézoïdal ».
Thomas Willis Pratt a breveté la poutre Pratt en 1844. À partir de son brevet de pont à treillis « trapézoïdal » Squire Whipple a mis au point en 1847 la poutre Whipple aussi appelée poutre Pratt à double intersection qui va devenir un standard aux États-Unis pour les ponts à poutres en treillis à membrures supérieures et inférieures parallèles.
Squire Whipple n'a jamais réussi à être payé pour ses droits d'usage de son brevet. L'État de New York a adopté le brevet de Squire Whipple pour les ponts en arc en treillis comme principe de construction pour les ponts construits au-dessus de ses canaux mais a considéré que cet usage était fait pour le bien public.
Son livre sur la construction des ponts publié en 1847 est le premier livre publié aux États-Unis expliquant clairement comment s'exercent les forces à l'intérieur d'une poutre en treillis.
Whipple a été élu membre honoraire de l'American Society of Civil Engineers en 1868.
Il a été inhumé dans le cimetière rural de Menands, comté d'Albany (New York).

## Quelques ponts
Le Whipple Cast and Wrought Iron Bowstring Truss Bridge construit en 1867-1869 par l'entreprise de S. DeGraff de Syracuse, New York au-dessus de la rivière Norman's Kill, à Albany, est encore en service. Son apparence fait que pour beaucoup d'usagers le pont passe pour être moderne.
Le Ehrmentraut Farm Bridge construit en 1859 à Riga, comté de Monroe (New York), est un exemple rare de Whipple Arch bridge. C'est probablement un des plus vieux ponts métalliques des États-Unis.
Le Shaw Bridge, aussi connu sous le nom de Double-Span Whipple Bowstring Truss Bridge, construit sur Claverack Creek, à Claverack, comté de Columbia (New York), a été construit par J. D. Hutchinson en 1870.
Le pont L-158 a été construit en 1883 par Clarke, Reeves & Company à Rondout Creek près de Kingston, puis a été déplacé en 1904 sur le réservoir de Muscoot, dans le comté de Westchester. Il n'est plus en service. C'est un pont du type pont à poutre treillis Whipple.

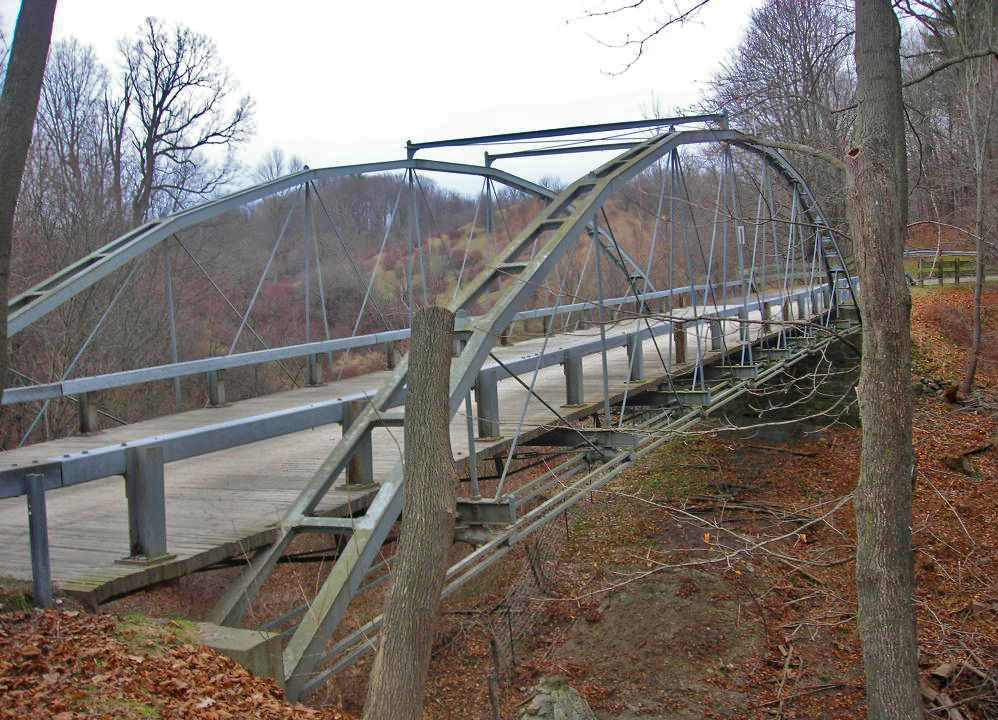
Norman's Kill Farm Bridge
Ehrmentraut Farm Bridge, à Riga (New York)
Shaw Bridge, à Claverack, comté de Columbia (New York)
Shaw Bridge, à Claverack, comté de Columbia (New York)
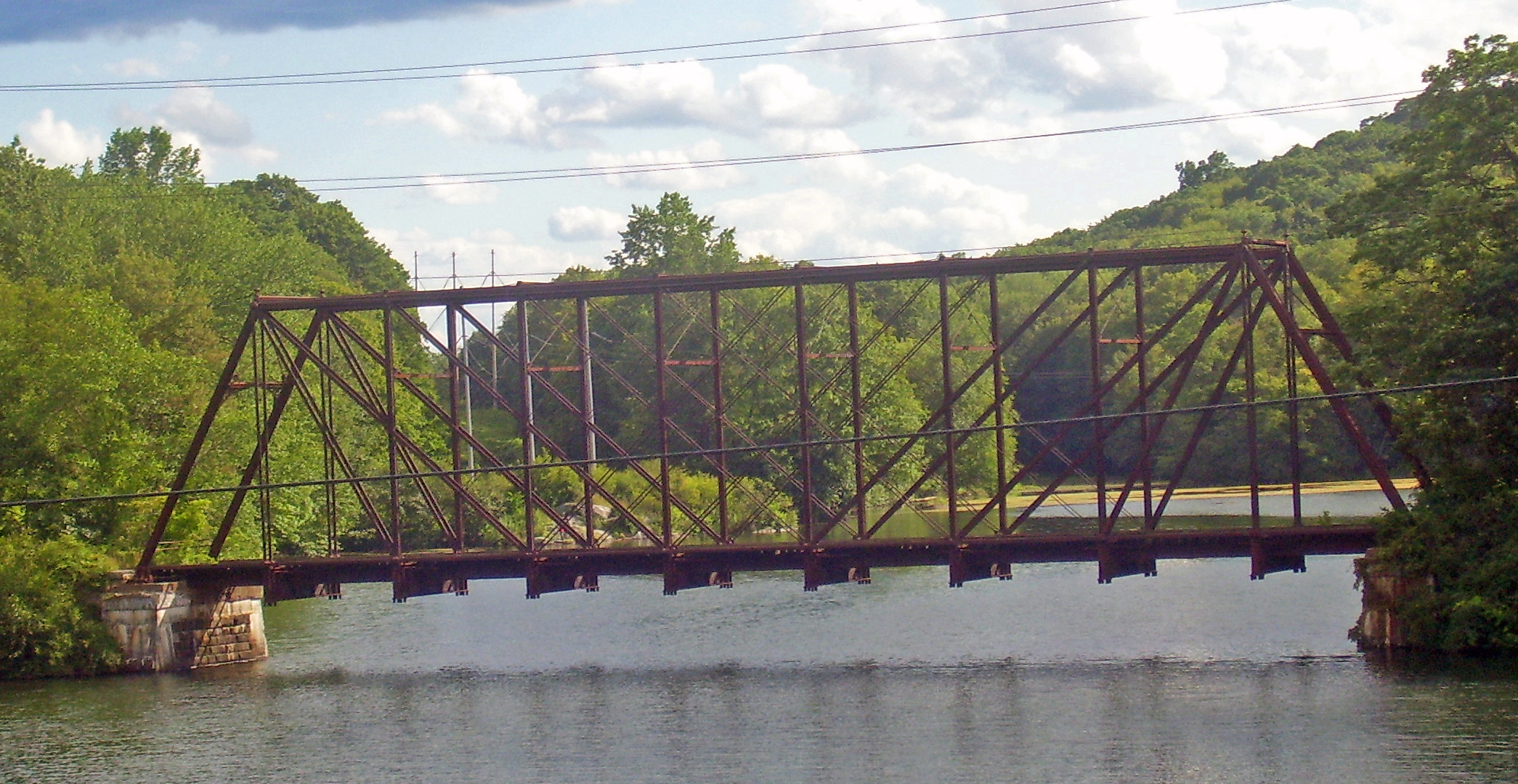
Pont L-158, Goldens Bridge

## Brevets
- United States Patent Office : Squire Whipple, of Utica, New York, Construction of iron-truss bridges, Patent no 2064, 24 avril 1841
- United States Patent Office : Squire Whipple, of Albany, New York, Improvement of lift draw-bridges, Patent no 134338, 24 décembre 1872

Pont bowstring. Le brevet Whipple prévoit des diagonales disposées en croix de Saint-André
poutre treillis Whipple ou poutre Pratt à double intersection
poutre treillis Whipple triple

## Publications
- A Work upon Bridge Building. Consisting of Two Essays, the One Elementary and General, the Other Giving Original Plans and Practical Details for Iron and Wood Bridges, H. H. Curtiss printer, Utica, 1847 (lire en ligne)